# 玉門関
玉門関（ぎょくもんかん, Yumen Pass, Jade Gate）は中華人民共和国甘粛省敦煌市の北西約90kmにある、かつて建設されたシルクロードの重要な堅固な関所の1つ。漢と唐2度に渡り建立された。現存する玉門関遺跡は漢代のものである。俗称は小方盤城。
元来は漢代に武帝が河西回廊を防衛する目的で、長城をこの地域に建設し紀元前108年から107年にその最西端に建造されたとされる。その後、六朝時代には交通の要綱として栄え、唐代に再建された際は安西の東側に建設された。同じく南西に設置された陽関とともに、西域交通で北ルートを通ると玉門関、南ルートでは陽関を通過していた。宋代になって西域交通が衰え、衰退した。
1988年に全国重点文物保護単位に指定され、2014年にはシルクロード:長安-天山回廊の交易路網の構成資産としてUNESCOの世界遺産リスト登録物件に含まれた。

## 文化
玉門関は、中国で古代より文化人が辺境の地での戦いや孤独な生活を思い詠嘆する地であった。唐代の詩人王之渙は「春光度らず玉門関」として著名な以下の涼州詞を詠んでいる。

黃河遠上白雲間，一片孤城萬仞山。

羌笛何須怨楊柳，春風不度玉門關。
黄河遠く上る白雲の間。一片の孤城、万仞の山

羌笛何ぞ須いん楊柳を怨むを。
春光度らず玉門関
—涼州詞 (王之渙)
また王昌齢は一度も西域に渡ったことはないが、「従軍行」において以下の詩を詠んでいる。

青海の長雲　雪山暗し

孤城　遙かに望む玉門関

黄沙百戦　金甲を穿ち

楼蘭を破らずんば終に還らず
—従軍行(王昌齢)

## 玉門関と万里の長城
1990年代までは玉門関が万里の長城の西端であると考えられてきたが、1998年以降、さらに西方に歴代王朝が築いた長城に関する遺跡が発見されており、必ずしも西端とは言い難い状況となっている。

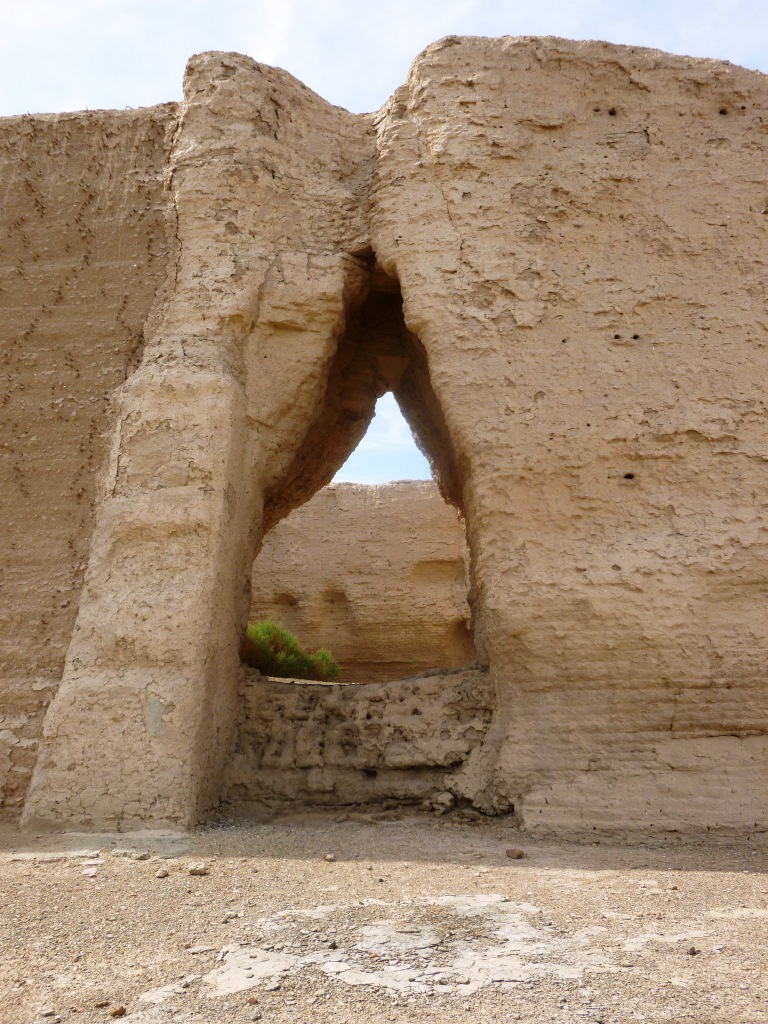
北門
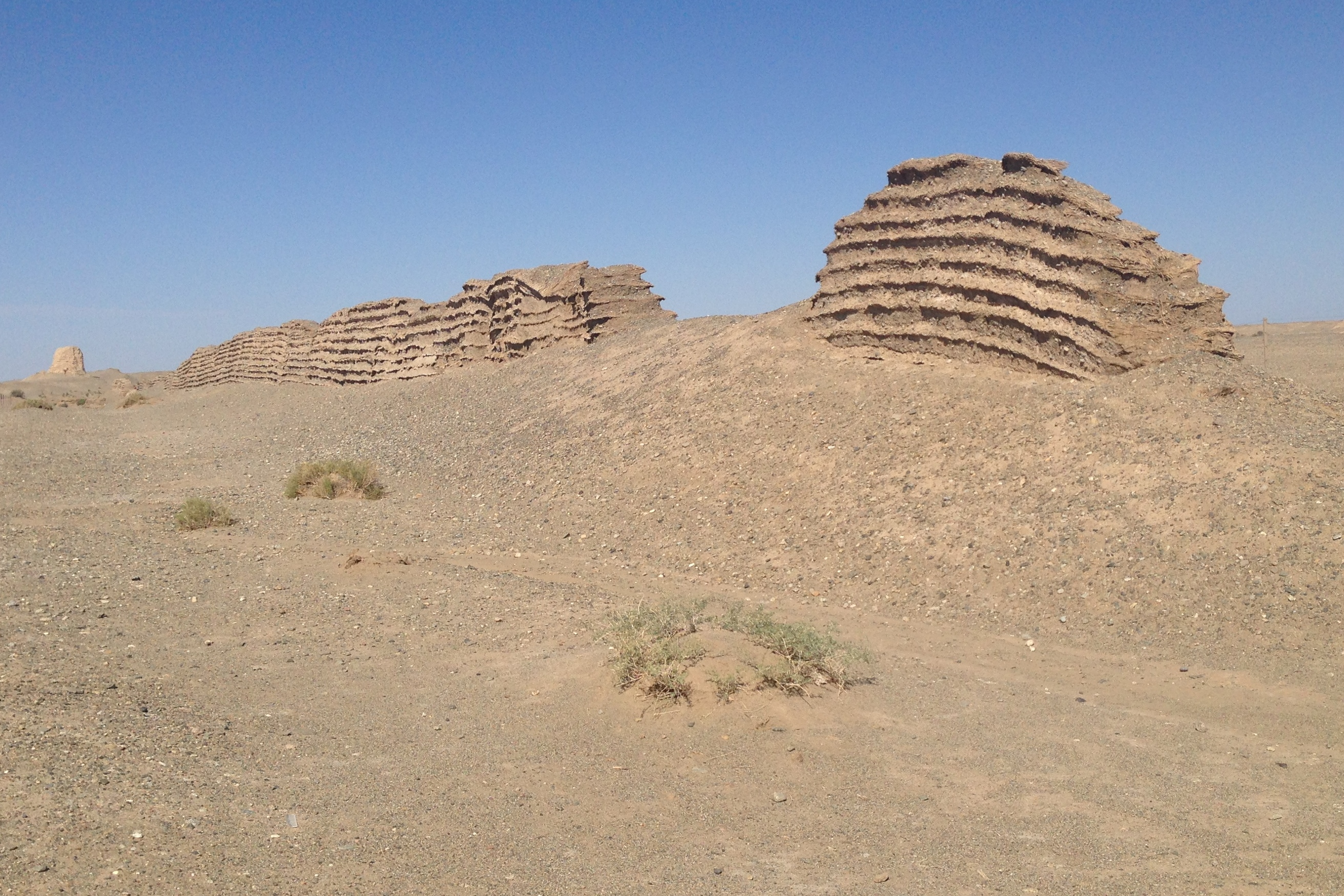
万里の長城の一部

## 周辺
- 2021年、アメリカ合衆国の民間シンクタンクは、衛星写真を利用して玉門周辺の砂漠から120基におよぶICBMミサイルサイトを見出している[3]。